# Soyuz 37
Soyuz 37 fue una misión de una nave Soyuz 7K-T lanzada el 23 de julio de 1980 desde el cosmódromo de Baikonur con dos cosmonautas a bordo hacia la estación espacial Salyut 6, siendo uno de ellos el vietnamita Pham Tuân, en el marco del programa Intercosmos.
La misión de Soyuz 37 consistía en acoplarse a la estación Salyut 6 para realizar diversos experimentos relacionados con la observación terrestre (centrando las observaciones en Vietnam), la biología (incluyendo pruebas del crecimiento de la Azolla vietnamita con vistas a su aplicación en futuros sistemas de soporte de vida de ciclo cerrado) y procesamiento de materiales. Los dos cosmonautas de la Soyuz 37 regresaron a bordo de la Soyuz 36, acoplada a la estación en el momento de llegar ellos, y la nave de la Soyuz 37 fue utilizada para el regreso de los tripulantes de la misión Soyuz 35.

## Tripulación

### Despegaron
- Viktor Gorbatko (Comandante)
- Pham Tuân (Especialista científico de Vietnam)

### Aterrizaron
- Leonid Popov (Comandante)
- Valeri Ryumin (Ingeniero de vuelo)

## Tripulación de respaldo
- Valery Bykovsky (Comandante)
- Bui Thanh Liem (Especialista científico de Vietnam)